# Распутний Сергій Петрович
Сергі́й Петро́вич Распутний — молодший лейтенант, командир взводу вогневої підтримки «Азову» з позивним «Стікс», учасник російсько-української війни. Загинув у ході російського вторгнення в Україну

## Життєпис
Народився й виріс у Деснянському районі міста Києва, закінчив школу І—ІІІ ступенів № 294.
Все життя займався власним фізичним розвитком, зокрема у підлітковому віці тайським боксом. Цікавився арахнологією — розведенням павуків-птахоїдів. Дружина Євгенія підтримувала свого коханого, власне, саме вона у 2015 році й подарувала Сергію першого павука.
Не був байдужим до історії та давньої міфології. Завдяки цьому й обрав собі позивний. Стікс — одна з річок Аїду, що дев'ять разів обтікала підземне царство. Воду Стікса вважали отруйною. На ній древні боги присягали, коли виникали суперечки. І ці клятви навіть вони не могли порушити — такою потужною була сила цієї річки. Ще Сергій був нумізматом, мав велику кількість монет, левову частку яких становили екземпляри царської Росії та Третього рейху.
До лав «Азову» приєднався на початку 2015 року, паралельно вчився на заочному відділені на механіка у Національному університеті кораблебудування імені адмірала Макарова. Через два роки Сергій став батьком. «Стікс» дуже любив доньку Кіру і мріяв, коли вона трохи підросте, разом з нею мандрувати світом. В оточеному Маріуполі потопив один російський катер «Раптор», ще один — підбив, однак тому вдалося відпливти.
Загинув у Маріуполі — другого квітня куля снайпера вбила Сергія. За свої військові досягнення нагороджений «Козацьким хрестом» III ступеня за багатомісячну оборону Світлодарської дуги на Донеччині, та посмертно орденом «За мужність»III ступеня за оборону Маріуполя.

## Родина
У Сергія залишилися дружина Євгенія і п'ятирічна донька Кіра.

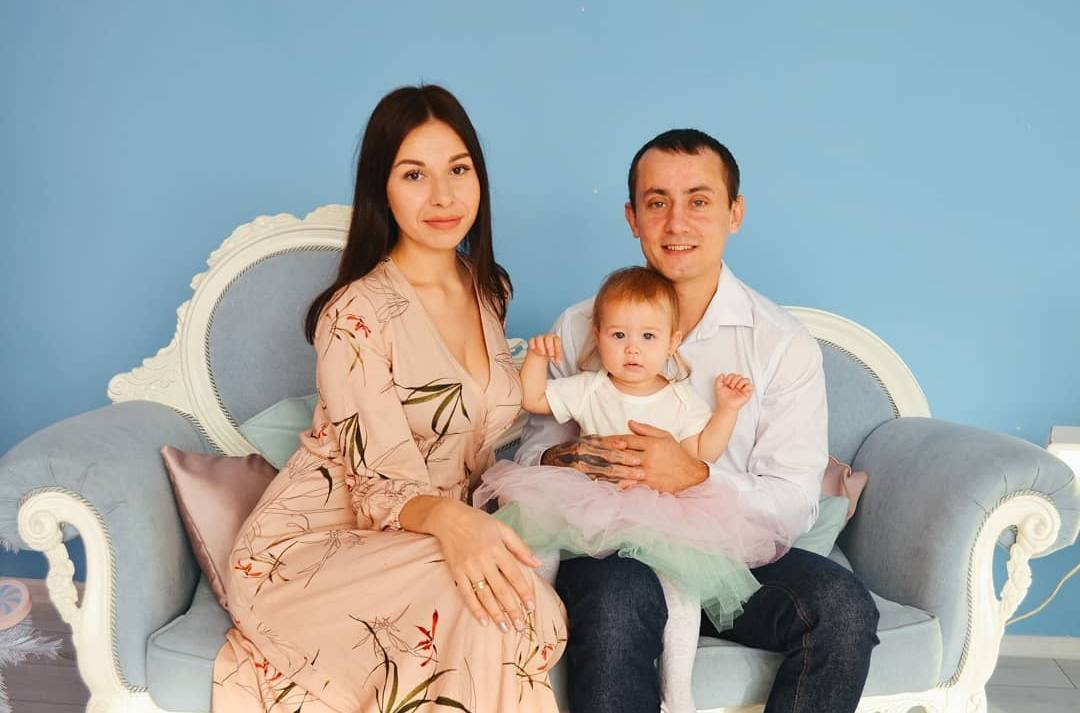
Сергій Распутний з дружиною Євгенією та донькою Кірою, 2018 рік. Фото з сімейного архіву.

## Вшанування пам'яті

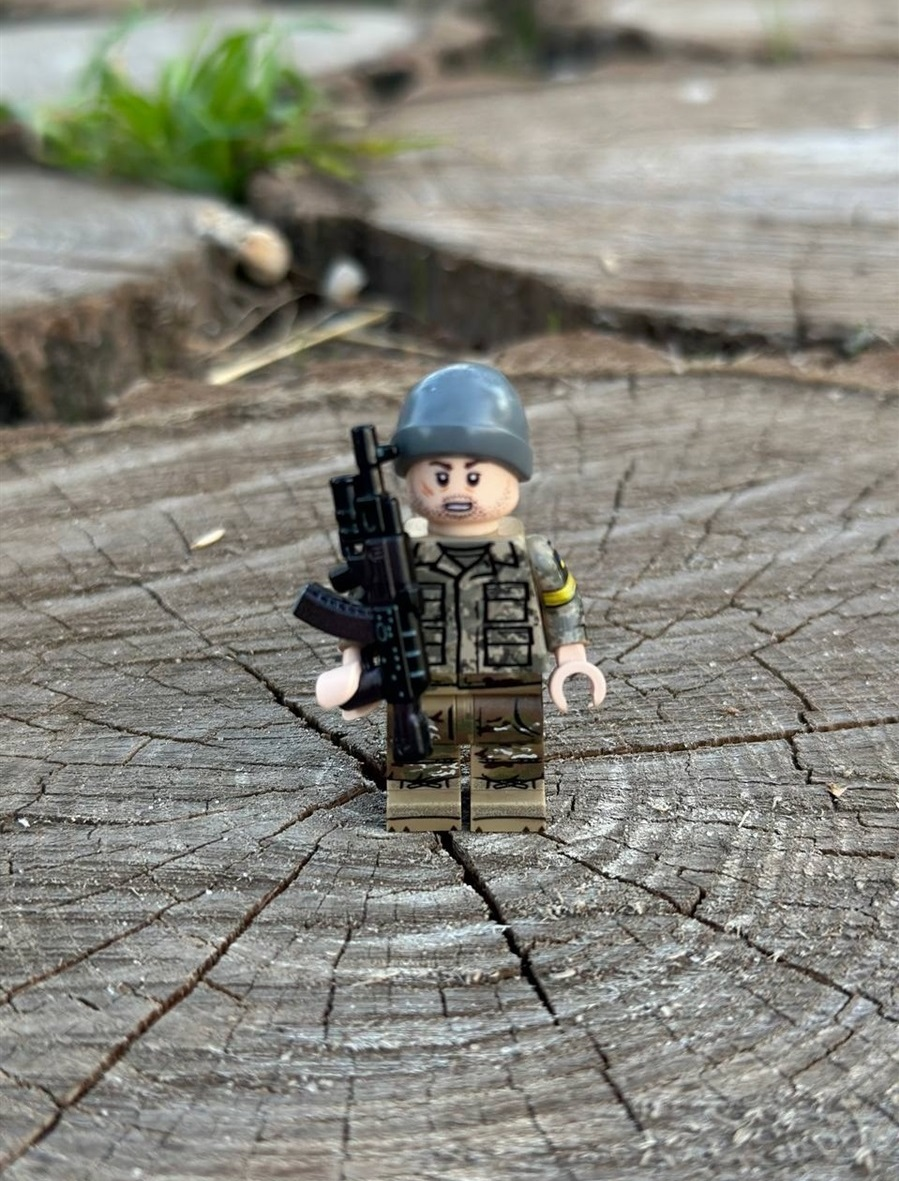
Дизайнерська фігурка LEGO (не оф.) («Стікс») на честь полеглого Сергія

### Дизайнерська фігурка LEGO
«Стікс» одна з чотирьох фігурок, що були створені компанією «The Brothers Brick» за зверненням Катерини Петренко. Катерина бажала зробити приємний подарунок своєму чоловікові Валерію, який на той час перебував у російському полоні протягом понад двох місяців.
| | Написала Ендрю з проханням створити фігурку з моїм чоловіком, який на той час понад два місяці знаходився в полоні. Він одразу погодився, надіслала різні фотографії Валерія. Продовжили листування, з якого я зрозуміла, що Ендрю всіляко підтримує Україну і зокрема оборонців Маріуполя. І я наважилася попросити, щоб він зробив фігурки найкращих друзів мого чоловіка, які загинули в Маріуполі |
| — Катерина Петренко, "Поки “Тейваз” був у полоні, став героєм LEGO. Це подарунок азовцю від дружини на день народження" | |

Виробництво фігурок «азовців» затягнулося. За словами Катерини, сталася прикрість з приміщенням — затопило склад, де працював Бікрафт. І процес все відкладався. Так пройшов майже рік.
Однак Валерій отримав довгоочікуваний подарунок — 4 фігурки. Їх «Тейвазу» передала Катерина Прокопенко, дружина «Редіса», яка нещодавно повернулася з Америки, де і зустрілася з Ендрю Бікрафтом.

### «Воїни світла»: вулична виставка-присвята

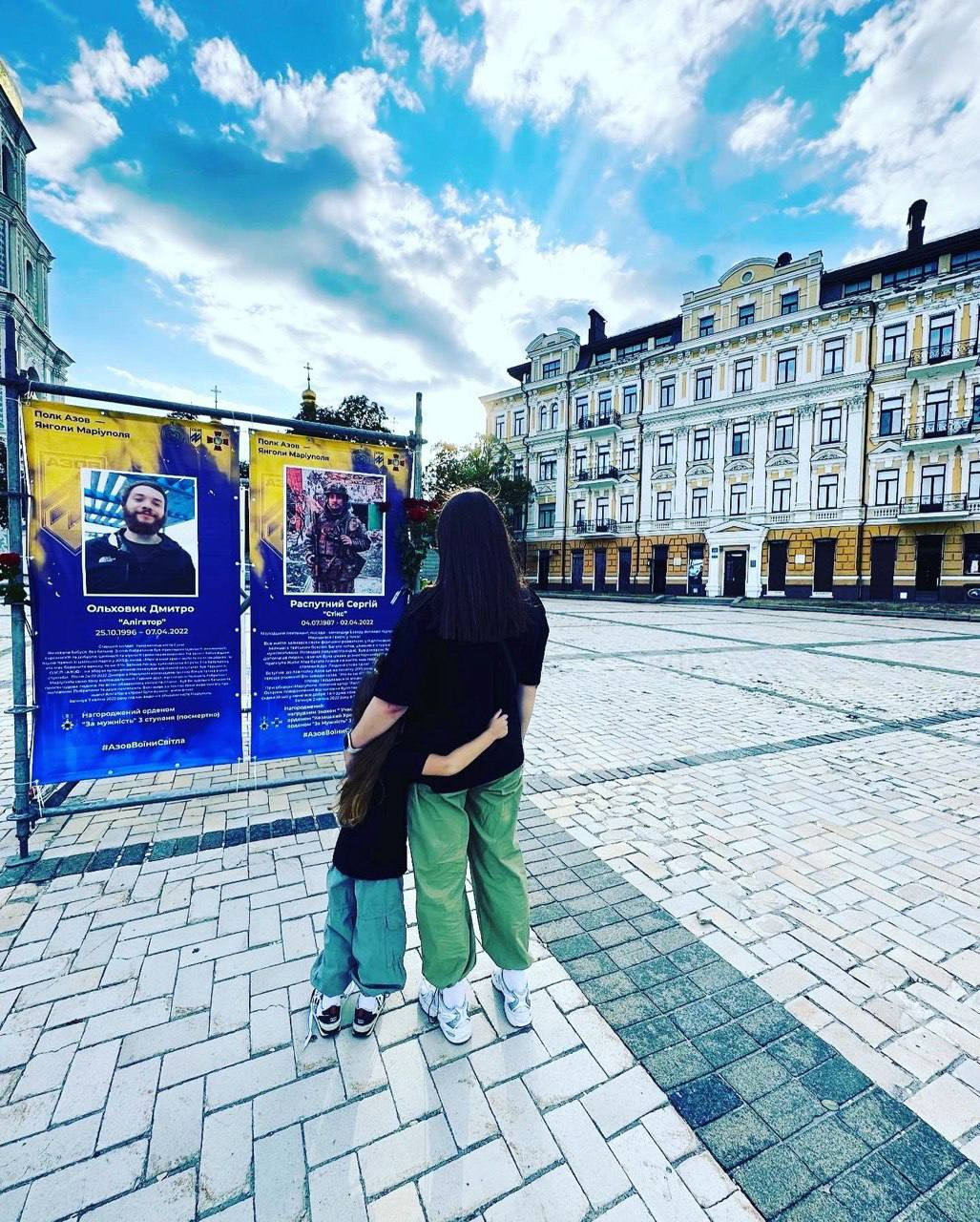
Євгенія з дочкою на виставці

Воїни світла — фотовиставка на Софіївській площі у столиці, яка тривала по 29-е серпня 2023-го року. Вона присвячена військовим із підрозділу «Азов», батальйону «Донбас» та 3-ї штурмової бригади, які загинули у боях на Сході України.
Проєкт відкрили у День пам'яті загиблих захисників — 29 серпня. Цього дня дев'ять років тому російські війська обстріляли вихід українських воїнів з оточення під Іловайськом.
В експозиції були представлені 156 інформаційних планшетів, на яких були зображені портрети та життєписи військових, які віддали своє життя в боях за Маріуполь, Бахмут, Мар'їнку, Іловайськ. Також згадується загибель військовополонених в Оленівці.

## Нагороди
- Орден «За мужність» III ступеня (2022, посмертно) — за особисту мужність і самовіддані дії, виявлені у захисті державного суверенітету та територіальної цілісності України, вірність військовій присязі[4][5]
- Нагрудний знак «Козацький хрест» III ступеня
- Відзнака «За участь в антитерористичній операції»